# ヴァサヴィ語
ヴァサヴィ語（ヴァサヴィご、英: Vasavi language）はグジャラート諸語に属する言語である。ビール族の人々により話されている言語であるが、ビリー諸語とは相互に理解できない。主にグジャラート州のバルーチ県とマハーラーシュトラ州のドゥレー県という2つの州にまたがった地域で話されている。他にも小さなコミュニティがグジャラート州のヴァドーダラー県とスーラト県、マディヤ・プラデーシュ州南西部に存在する。バサビ語、ヴァサヴァ語、バサバ語、ヴァサヴェ語、バサベ語とも呼ばれる。ヴァサヴィはバサバ人（バサベ人）が由来である。

## 言語名別称
- バサバ語
- バサベ語
- ヴァサヴァ語（Vasava）
- ヴァサヴェ語（Vasave）
- バサビ語
- ヴァサヴィ語
- Vasava Bhil
- Adiwasi Bhil
- Ambodia Bhil
- Bhilori
- Dhogri Bhil
- Keski Bhil
- Padwi Bhilori

## 方言
- Dehvali (vas-deh)
- Kotni (vas-kot)
- Khatalia (vas-kha)
- Dogri (vas-dog)
- Ambodi (vas-amb)